# Peucedanum schlechteri
Peucedanum schlechteri är en flockblommig växtart som beskrevs av Adolf Engler. Peucedanum schlechteri ingår i släktet siljor, och familjen flockblommiga växter. Inga underarter finns listade i Catalogue of Life.